# Święta Angelina
Święta Angelina, Prawiednaja Angelina, despotica Serbskaja - królowa serbska, sprawiedliwa córka księcia albańskiego Jerzego Arianetama, żona Stefana Brankowicza. Zazwyczaj wyobrażana jest w czerwonych królewskich szatach i jasną chustą na głowie. W rękach trzyma zwinięty zwój.
Została wychowana w duchu prawosławnej pobożności. Pobrała się ze Stefanem Brankowiczem, w roku 1460. Był to serbski władca, któremu sułatan Murata II wypalił oczy i wygnał z ojczyzny. Arianet wziął go pod opiekę i traktował jak członka rodziny książęcej. Małżeństwo doczekało się trojga dzieci: dwóch synów - Jerzego i Jana oraz córki Marii. Żyło w pokoju wychowując w pobożności swe potomstwo, aż do czasu, kiedy ziemie albańskie najechali wrogowie. Angelina z rodziną musiała ratować się ucieczką do Włoch. 
W 1485 r. w Udine zmarł Stefan, a święta  popadła w wielkie ubóstwo. Musiała prosić króla Węgier o pomoc. Władca przyjął ją wraz z rodziną do siebie i oddał do dyspozycji miejscowość o nazwie Kupinowo w Wojwodinie i przeniosła tam ciało swego męża. W 1486 r. starszy syn - Jerzy został królem Serbii.  W pobliżu Monasteru Kruszedole Święta Angelina założyła żeńską Wspólnotę Spotkania Pańskiego, która była wspomagana materialnie przez samego wielkiego księcia Rosji Wasyla III. W 1516 r. Zmarł Jerzy, a wówczas Angelina złożyła śluby zakonne i resztę życia spędziła za murami monasteru. 
Po śmierci jej ciało spoczęło w grobowcu Monasterzu w Kruszedole, obok ciał obu synów. 